# 백투백 홈런
백투백 홈런(Back-to-Back Home Runs)은 앞선 타자가 홈런을 기록한 뒤, 바로 다음 타순의 타자가 그 타석에서 홈런을 치는 것으로, 두 타자 연속 홈런을 치는 것을 말한다.  세 타자 연속 홈런은 백투백투백 홈런(Back-to-Back-to-Back Home Runs) 이라고 하며,국내 프로야구에서는 통산28차례 나온 희귀한 기록이다.  네 타자 연속 홈런은 국내 프로야구에서 세 차례 나온 적이 있고(2001년 이승엽, 마르티네스, 바에르가, 마해영. 상대투수 한용덕.)(2020년 10월 23일 롯데vsSK)(2021년 6월19일 한화vs SSG 최정, 한유섬, 로맥, 정의윤) 미국 메이저 리그 역사상 7번 나온적이 있다. 관례상 백투백투백투백 홈런(Back-to-Back-to-Back-to-Back Home Runs)이라고 부른다.
대한민국에선 백투백 홈런을 랑데뷰 홈런(Rendezvous Home Run) 또는 한국어표현인 연속 타자 홈런이라고 부르기도 한다.

## 예시
2010년 대한민국 프로 야구 올스타전에서 이스턴 리그의 홍성흔과 가르시아가 2차례나 백투백 홈런을 치며 팀 승리에 공헌했다. 또한 2002년 한국시리즈에서 이승엽과 마해영의 백투백 홈런으로 삼성 라이온즈의 한국시리즈 우승을 안겼다.

## 2013시즌 백투백 홈런
- 2013년 4월 5일 NC 다이노스의 허준, 김동건; 상대: 삼성 라이온즈, 투수 백정현
- 2013년 4월 9일 두산 베어스의 양의지, 고영민; 상대: KIA 타이거즈, 투수 박준표[3]
- 2013년 5월 1일 NC 다이노스의 김태군, 박정준; 상대: LG 트윈스, 투수 주키치[4]
- 2013년 5월 1일 넥센 히어로즈의 이택근, 박병호; 상대: 삼성 라이온즈, 투수 장원삼, 신용운
- 2013년 5월 16일 SK 와이번스의 조성우, 박진만; 상대: KIA 타이거즈, 투수 윤석민[5]
- 2013년 5월 19일 삼성 라이온즈의 최형우, 박석민; 상대: NC 다이노스, 투수 아담
- 2013년 6월 19일 LG 트윈스의 이병규, 정성훈; 상대: NC 다이노스, 투수 김진성[6]
- 2013년 6월 28일 두산 베어스의 오재원, 이원석; 상대: NC 다이노스, 투수 에릭[7]
- 2013년 7월 2일 NC 다이노스의 모창민, 나성범; 상대: 넥센 히어로즈, 투수 이보근, 박성훈[8]
- 2013년 7월 9일 삼성 라이온즈의 최형우, 이승엽; 상대: SK 와이번스, 투수 윤길현, 전유수
- 2013년 7월 23일 두산 베어스의 김현수, 정수빈; 상대: 넥센 히어로즈, 투수 박성훈
- 2013년 7월 30일 NC 다이노스의 이호준, 권희동; 상대: SK 와이번스, 투수 레이예스
- 2013년 8월 3일 두산 베어스의 최준석, 홍성흔; 상대: SK 와이번스, 투수 윤희상
- 2013년 8월 3일 두산 베어스의 홍성흔, 오재원; 상대: SK 와이번스, 투수 윤희상[9]
- 2013년 8월 15일 넥센 히어로즈의 박병호, 강정호; 상대: 롯데 자이언츠, 투수 이상화
- 2013년 9월 1일 NC 다이노스의 이호준, 모창민; 상대: KIA 타이거즈, 투수 박지훈
- 2013년 9월 8일 SK 와이번스의 최정, 박정권; 상대: NC 다이노스, 투수 이성민
- 2013년 9월 15일 넥센 히어로즈의 이택근, 박병호; 상대: SK 와이번스, 투수 조조 레예스
- 2013년 9월 28일 KIA 타이거즈의 김주형. 황정립; 상대: SK 와이번스, 투수 이영욱, 신정익[10]
- 2013년 10월 3일 삼성 라이온즈의 박석민, 최형우; 상대: 롯데 자이언츠, 투수 유먼[11]
- 2013년 10월 5일 두산 베어스의 홍성흔, 이원석; 상대: LG 트윈스, 투수 류제국
- 2013년 정규시즌에는 총 21번의 백투백홈런이 나왔으며, 백투백홈런을 제일 많이 친 구단은 두산 베어스로 총 6번의 백투백홈런을 장식한 반면, 롯데 자이언츠와 한화 이글스는 한번도 백투백홈런을 치지 못하였다. 반면 백투백홈런을 제일 많이 맞은 구단은 SK 와이번스로 총 6번의 백투백홈런을 맞았다. 백투백홈런을 가장 많이 친 두산 베어스와 한번도 백투백홈런을 치지 못한 한화 이글스는 단 한번도 백투백홈런을 맞지 않았다.
- 준플레이오프 2013년 10월 11일 두산 베어스의 최준석, 홍성흔; 상대: 넥센 히어로즈, 투수 오재영
- 플레이오프 2013년 10월 20일 두산 베어스의 최준석, 오재일; 상대: LG 트윈스, 투수 봉중근[12]

## 2014시즌 백투백 홈런
-대한민국(KBO)-
- 2014년 4월 1일 삼성 라이온즈의 박석민, 최형우 상대:한화 이글스, 투수 송창식
- 2014년 4월 2일 한화 이글스의 송광민, 김회성 상대:삼성 라이온즈, 투수 배영수
- 2014년 4월 2일 넥센 히어로즈의 이성열, 문우람 상대:두산 베어스, 투수 크리스 볼스테드
- 2014년 4월 18일 삼성 라이온즈의 야마이코 나바로, 채태인 상대:NC 다이노스, 투수 이재학
- 2014년 4월 22일 두산 베어스의 김현수, 호르헤 칸투 상대:한화 이글스, 투수 케일럽 클레이
- 2014년 4월 25일 롯데 자이언츠의 루이스 히메네스, 황재균 상대:SK 와이번스, 투수 임경완
- 2014년 4월 26일 두산 베어스의 김현수, 호르헤 칸투 상대:NC 다이노스, 투수 테드 웨버
- 2014년 5월 7일 NC 다이노스의 이종욱, 나성범 상대:넥센 히어로즈, 투수 문성현, 윤영삼
- 2014년 5월 7일 NC 다이노스의 나성범, 이호준 상대:넥센 히어로즈, 투수 윤영삼
- 2014년 5월 8일 넥센 히어로즈의 이택근, 박병호 상대:NC 다이노스, 투수 에릭 해커
- 2014년 5월 15일 KIA 타이거즈의 브렛 필, 나지완 상대:NC 다이노스, 투수 이민호
- 2014년 5월 17일 삼성 라이온즈의 최형우, 박석민 상대:KIA 타이거즈, 투수 송은범
- 2014년 5월 23일 삼성 라이온즈의 최형우, 박석민 상대:넥센 히어로즈, 투수 박성훈
- 2014년 5월 27일 넥센 히어로즈의 박병호, 강정호 상대:SK 와이번스, 투수 조조 레예스
- 2014년 6월 1일 넥센 히어로즈의 박병호, 강정호 상대:LG 트윈스, 투수 우규민
- 2014년 6월 4일 삼성 라이온즈의 박석민, 이승엽 상대:KIA 타이거즈, 투수 한승혁
- 2014년 6월 5일 NC 다이노스의 나성범, 이호준 상대:넥센 히어로즈, 투수 강윤구
- 2014년 6월 7일 넥센 히어로즈의 유한준, 박병호 상대:두산 베어스, 투수 윤명준
- 2014년 6월 8일 두산 베어스의 김현수, 호르헤 칸투 상대:넥센 히어로즈, 투수 강윤구
- 2014년 6월 19일 LG 트윈스의 이진영, 이병규 상대 : 두산 베어스, 투수 : 노경은
- 2014년 6월 26일 넥센 히어로즈의 윤석민, 허도환 상대:삼성 라이온즈, 투수 J.D. 마틴
- 2014년 7월 10일 롯데 자이언츠의 전준우, 손아섭 상대:삼성 라이온즈, 투수 임창용, 심창민
- 2014년 7월 16일 한화 이글스의 김경언, 김태완 상대:SK 와이번스,투수 채병용
- 2014년 7월 23일 KIA 타이거즈의 안치홍, 나지완 상대:LG 트윈스,투수 정찬헌
- 2014년 7월 23일 NC 다이노스의 에릭 테임즈, 이호준 상대:한화 이글스, 투수 라이언 타투스코
- 2014년 7월 27일 KIA 타이거즈의 이범호, 안치홍 상대:한화 이글스,투수 송창현
- 2014년 8월 9일 넥센 히어로즈의 이택근, 유한준 상대:삼성 라이온즈, 투수 배영수
- 2014년 9월 6일 한화 이글스의 최진행, 정범모 상대:LG 트윈스, 투수 코리 리오단
- 2014년 9월 12일 삼성 라이온즈의 최형우, 박석민 상대:KIA 타이거즈, 투수 임준혁
- 2014년 9월 13일 NC 다이노스의 나성범, 에릭 테임즈 상대:SK 와이번스, 투수 여건욱
- 2014년 10월 15일 넥센 히어로즈의 박병호, 강정호  상대:롯데 자이언츠, 투수 쉐인 유먼

## 2015 시즌 백투백 홈런
-대한민국(KBO)-
- 2015년 3월 29일 두산 베어스의 오재원, 양의지  상대:NC 다이노스, 투수:손민한, 노성호
- 2015년 4월 3일 넥센 히어로즈의 유한준, 박병호  상대:SK 와이번스, 투수 고효준
- 2015년 4월 5일 넥센 히어로즈의 박병호, 임병욱  상대:SK 와이번스, 투수 박종훈
- 2015년 4월 7일 넥센 히어로즈의 박병호, 윤석민  상대:두산 베어스, 투수 장민익
- 2015년 4월 19일 넥센 히어로즈의 윤석민, 김하성  상대:KIA 타이거즈, 투수 박준표
- 2015년 4월 25일 롯데 자이언츠의 장성우, 정훈  상대:삼성 라이온즈, 투수 장원삼
- 2015년 5월 8일 넥센 히어로즈의 유한준, 윤석민  상대:KIA 타이거즈, 투수 홍건희
- 2015년 5월 14일 넥센 히어로즈의 이택근, 브래드 스나이더  상대:롯데 자이언츠, 투수 정재훈, 강영식
- 2015년 5월 21일 한화 이글스의 김경언, 김회성  상대:SK 와이번스, 투수 고효준
- 2015년 5월 27일 넥센 히어로즈의 유한준, 김민성  상대:삼성 라이온즈, 투수 김기태
- 2015년 5월 28일 넥센 히어로즈의 브래드 스나이더, 박헌도  상대:삼성 라이온즈, 투수 윤성환
- 2015년 5월 28일 넥센 히어로즈의 박헌도, 박병호  상대:삼성 라이온즈, 투수 윤성환
- 2015년 5월 31일 NC 다이노스의 나성범, 에릭 테임즈  상대:기아 타이거즈, 투수 임준혁
- 2015년 6월 4일 한화 이글스의 김회성, 조인성  상대:넥센 히어로즈, 투수 라이언 피어밴드
- 2015년 6월 12일 LG 트윈스의 이병규, 양석환  상대:한화 이글스, 투수 배영수
- 2015년 6월 27일 SK 와이번스의 최정, 이재원  상대:한화 이글스, 투수 윤규진
- 2015년 6월 28일 넥센 히어로즈의 브래드 스나이더, 박병호  상대:롯데 자이언츠, 투수 이상화
- 2015년 6월 28일 KT 위즈의 앤디 마르테, 댄 블랙  상대:삼성 라이온즈, 투수 차우찬, 백정현.
- 2015년 8월 4일 넥센 히어로즈의 유한준, 박병호  상대:KIA 타이거즈, 투수 양현종
- 2015년 8월 15일 넥센 히어로즈의 박병호, 김민성  상대:롯데 자이언츠, 투수:조쉬 린드블럼
- 2015년 9월 10일 넥센 히어로즈의 브래드 스나이더, 김하성  상대:NC 다이노스, 투수 이재학
- 2015년 9월 28일 SK 와이번스의 정의윤, 앤드류 브라운, 박정권  상대:넥센 히어로즈, 투수 김대우